# Deheubarth

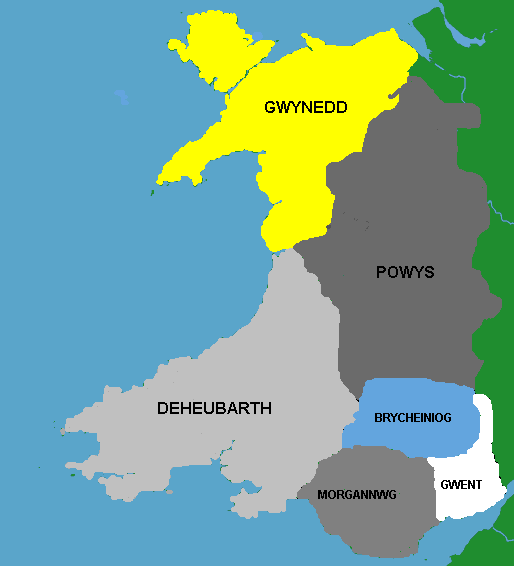
średniowieczne królestwa w Walii

Deheubarth - średniowieczne królestwo walijskie. 
Powstało na początku X wieku w wyniku połączenia niewielkich królestw: Dyfed i Seisyllwg przez Hywela Dobrego. Objęło ono południową i południowo-zachodnią Walię. Od końca XI w. atakowane przez Anglonormanów, którzy zajęli część ziem. Po 1135 odzyskało znaczenie, zwłaszcza w 2 połowie XII w. za panowania Rhysa ap Gruffydda. Po jego śmierci w 1197 nastąpiła stopniowa dezintegracja królestwa. Na południu postępowała ekspansja lordów angielskich, na północy walijskiego Gwynedd i ostatecznie w 1277 podbój przez Edwarda I.

## Królowie Deheubarth
- Hywel Dda ap Cadell 909-950
- Rhodri ap Hywel 950-953
- Edwin ap Hywel 950-954
- Owain ap Hywel 950-987
- Maredudd ab Owain 987-999
- Cynan ap Hywel 999-1005
- Edwin ab Einion 1005-1018
- Cadell ab Einion 1005-1018
- Llywelyn ap Seisyll 1018-1023
- Rhydderch ab Iestyn 1023-1033
- Hywel ab Edwin 1033-1044
- Gruffydd ap Llywelyn 1044-1045
- Gruffydd ab Rhydderch 1045-1055
- Gruffydd ap Llywelyn 1055-1063
- Maredudd ab Owain ab Edwin 1063-1072
- Rhys ab Owain 1072-1078
- Rhys ap Tewdwr 1078-1093
- Gruffydd ap Rhys 1135-1137
- Anarawd ap Gruffydd 1137-1143
- Cadell ap Gruffydd 1143-1153
- Maredudd ap Gruffydd 1153-1155
- Rhys ap Gruffydd 1155-1197
- Gruffydd ap Rhys II 1197-1201
- Maelgwn ap Rhys (1199-1230)
- Rhys Gryg (1216-1234)
- Maredudd ap Rhys Grug (1234-1271)